# Jean-François Tournon
Jean-François Tournon (* 6. August 1905 in Bois-Colombes; † 12. April 1986 ebenda) war ein französischer Säbelfechter.

## Erfolge
Jean-François Tournon wurde 1938 in Piešťany, 1949 in Kairo und 1950 in Monte Carlo mit der Mannschaft Vizeweltmeister. Zudem gewann er mit ihr 1954 in Luxemburg Bronze. Zweimal nahm er an Olympischen Spielen teil: 1948 belegte er in London in der Mannschaftskonkurrenz den fünften Rang mit der französischen Equipe. Bei den Olympischen Spielen 1952 in Helsinki beendete er den Mannschaftswettbewerb dagegen hinter Ungarn und Italien auf dem dritten Platz und erhielt so mit Jacques Lefèvre, Jean Levavasseur, Bernard Morel, Jean Laroyenne und Maurice Piot die Bronzemedaille. Im Einzel schied er in der Viertelfinalrunde aus.